# Eugrafo
Eugrafo  è un nome proprio di persona italiano maschile.

## Varianti
- Maschili: Eugrafio

### Varianti in altre lingue
- Catalano: Eugraf[2]
- Francese: Eugraphe
- Greco antico: Ευγραφος (Eugraphos), Εὐγράφιος (Eugraphios)
- Greco moderno: Ευγραφος (Eugrafos)
- Latino: Eugraphus[1]
- Russo: Евграф (Evgraf)
- Spagnolo: Eugrafio[2]

## Origine e diffusione
Nome di origine greca, è composto dagli elementi ευ (eu, "bene") e γράφος (graphos, "cosa scritta"); può quindi essere interpretato come "ben scritto", "ben disegnato", e quindi, in senso lato, "ben fatto", "bello". 
Venne portato da Eugrafio, un grammatico e autore latino vissuto forse nel VI secolo d.C..

## Onomastico
L'onomastico può essere festeggiato il 10 dicembre in memoria di sant'Eugrafo o Eugrafio, martire con i santi Menna ed Ermogene ad Alessandria d'Egitto.

## Persone

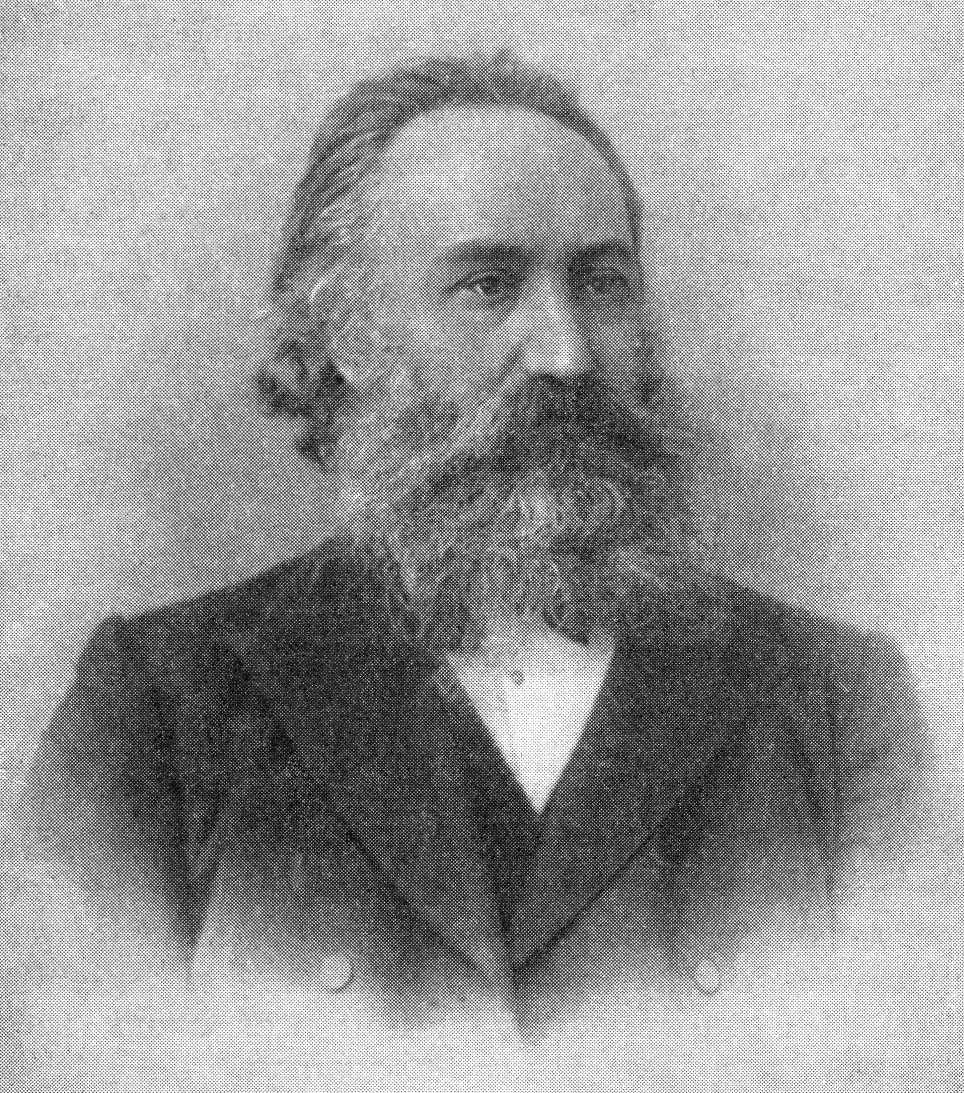
Evgraf Stepanovič Fëdorov

### Varianti
- Evgraf Stepanovič Fëdorov, matematico e mineralogista russo